# Brad Knighton
Brad Burgon Knighton (Hickory, 6 febbraio 1985) è un ex calciatore statunitense, di ruolo portiere.

## Palmarès

### Club

#### Competizioni nazionali
- MLS Supporters' Shield: 1

New England Revolution: 2021